# Pieter van der Heyden
Pieter van der Heyden (* um 1530 in Antwerpen; † nach 1572 in Berchem/Antwerpen) war ein flämischer Kupferstecher, der 1555 als Meister in die Antwerpener St.-Lukas-Gilde aufgenommen wurde. Er fertigte für den Verleger Hieronymus Cock Kupferstiche nach Vorlagen Hieronymus Boschs, Pieter Bruegels d. Ä., Frans Floris’, Hans Bols und Lambert Lombards.

## Werke

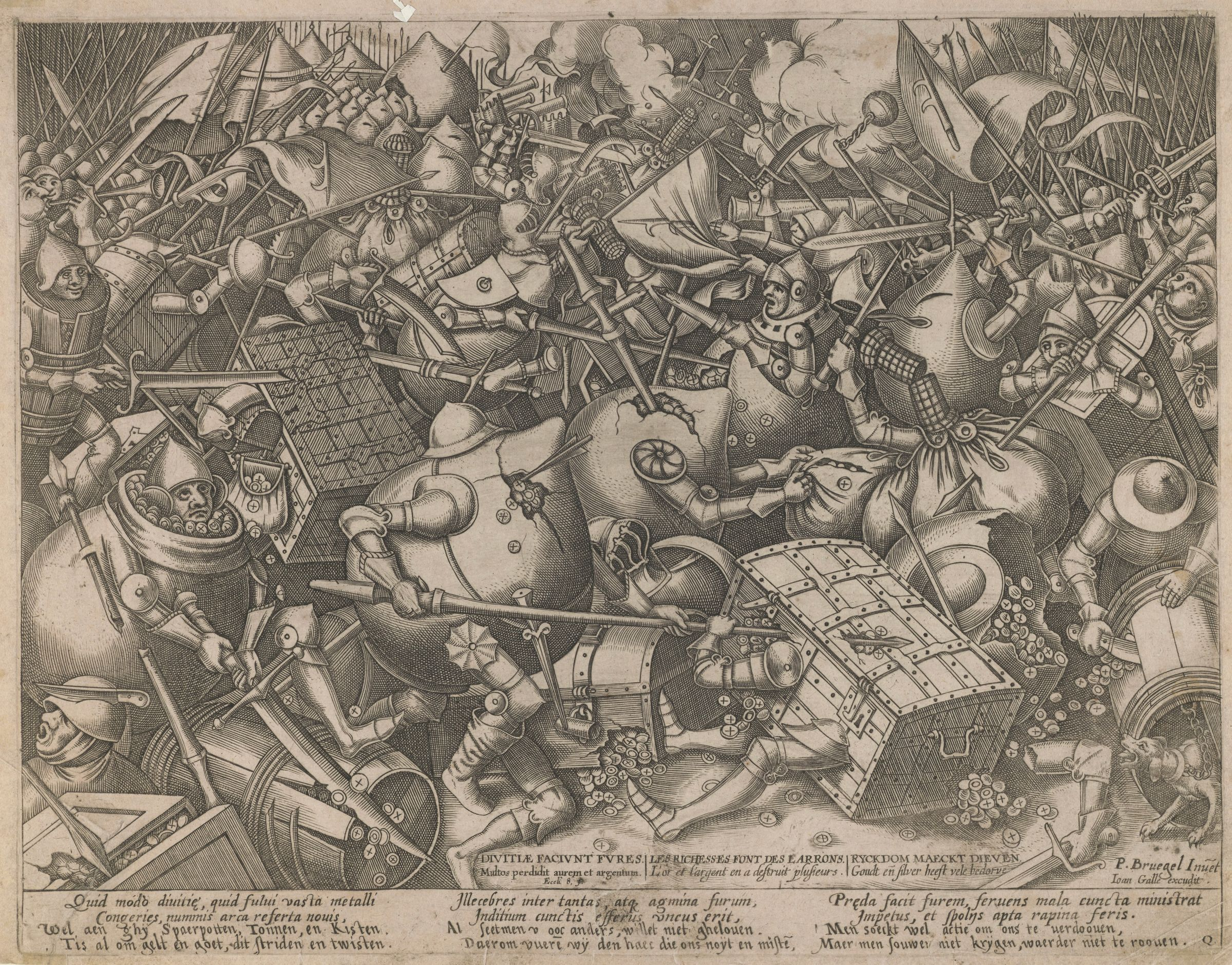
Kampf der Geldbörsen und der Truhen (1558)
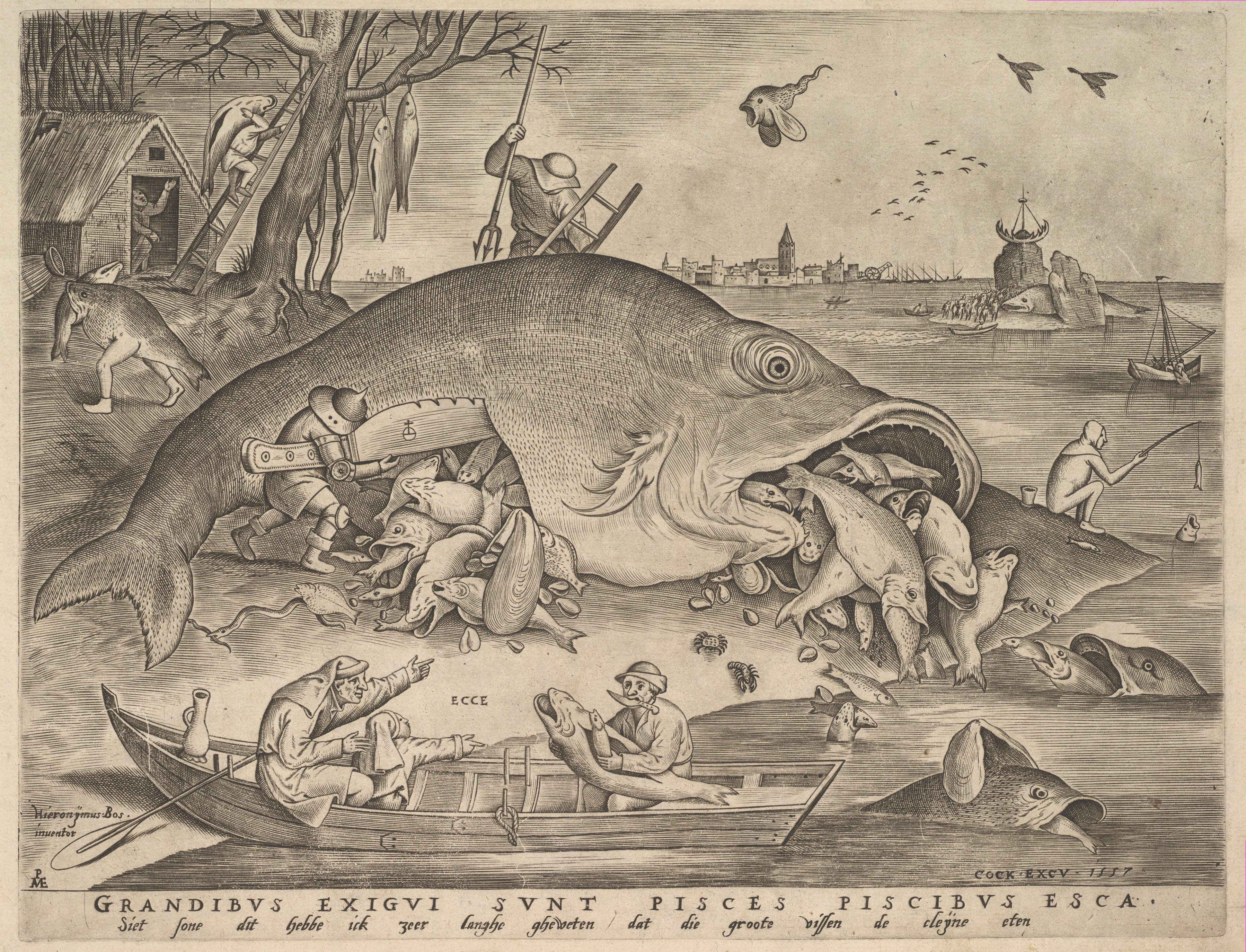
Große Fische fressen kleine Fische
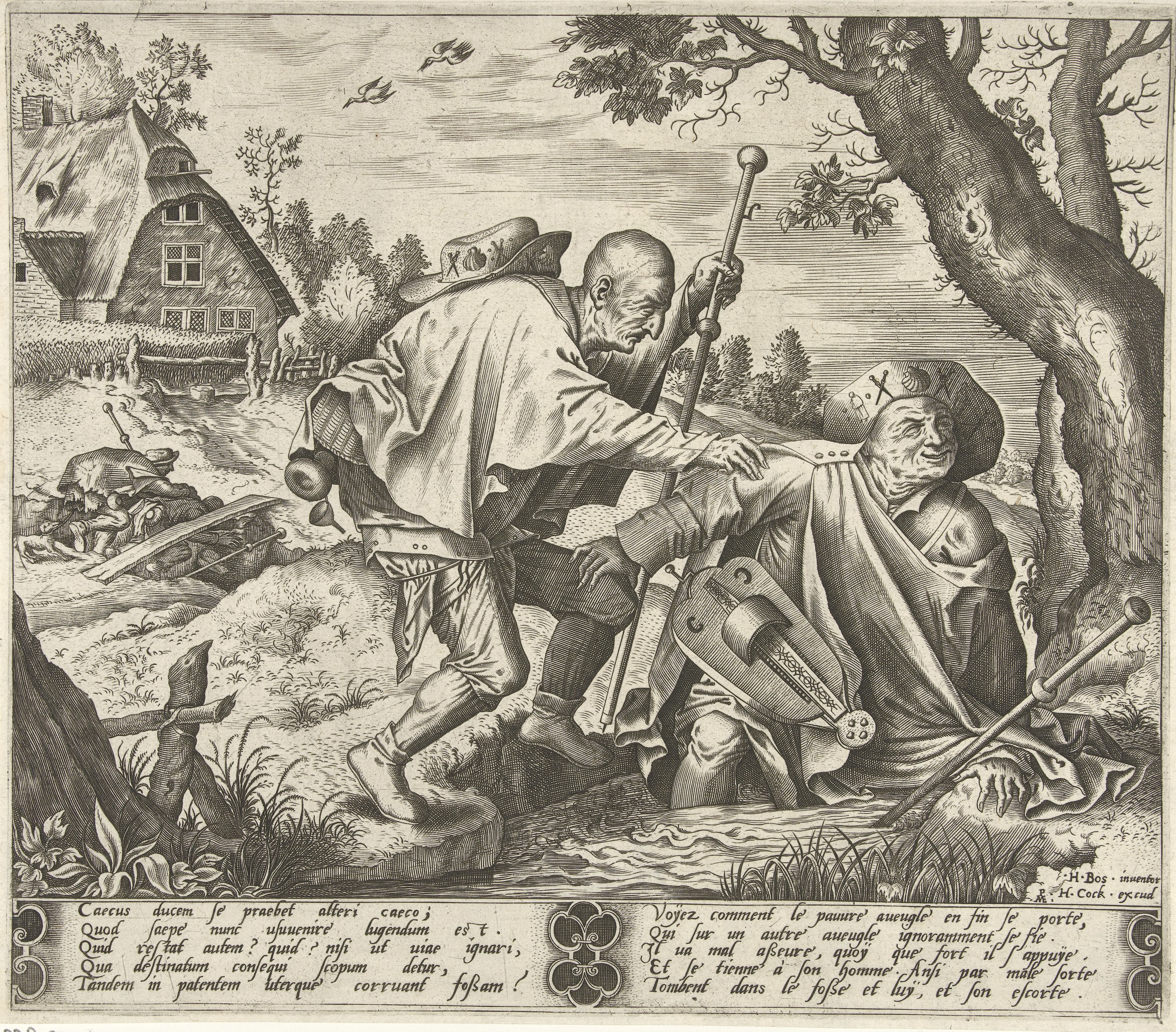
De blinden leiden de blinden (Der Blinde führt den Blinden, 1561)
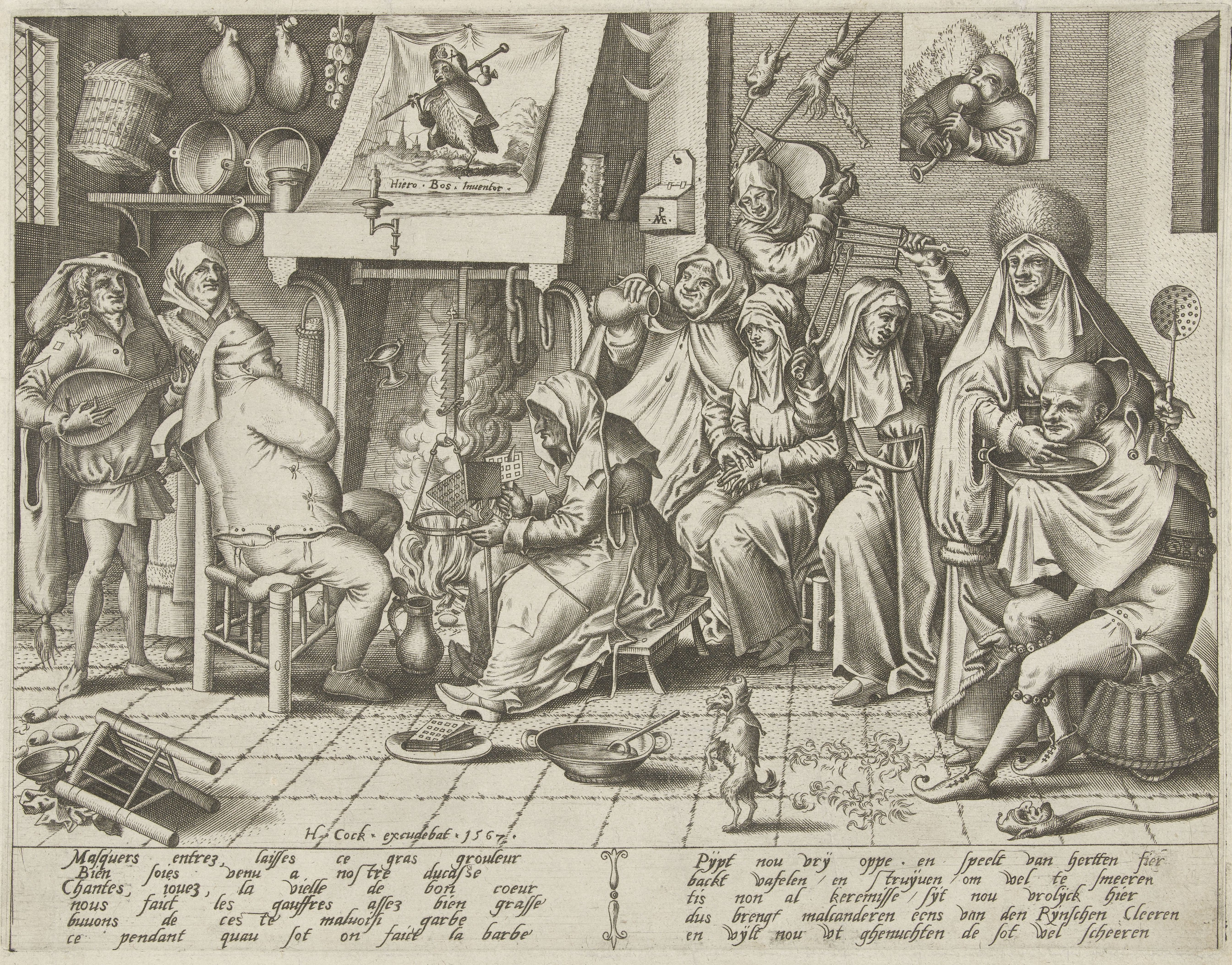
Vastenavond (Karneval, 1567)
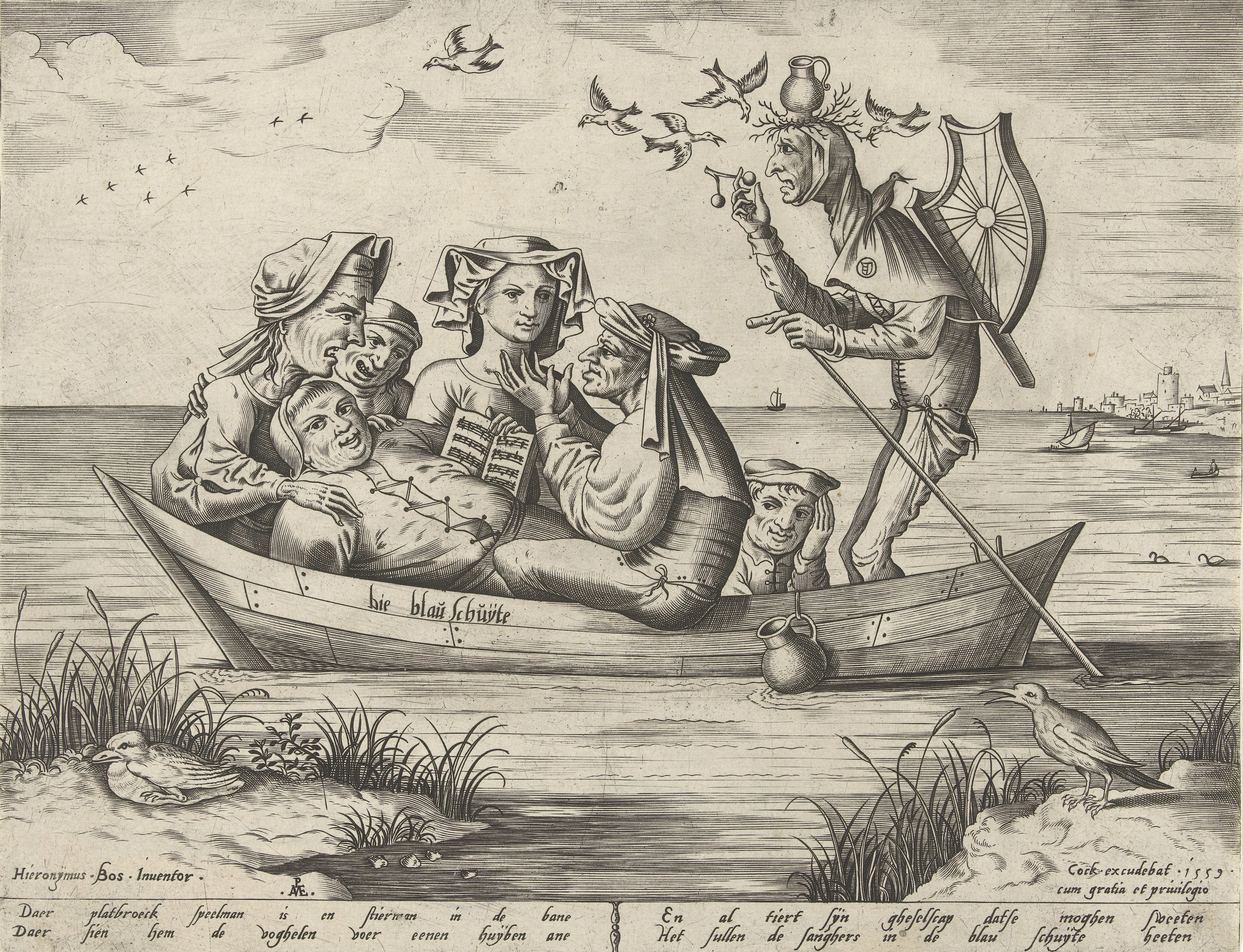
Die blau Schuyte (1559)
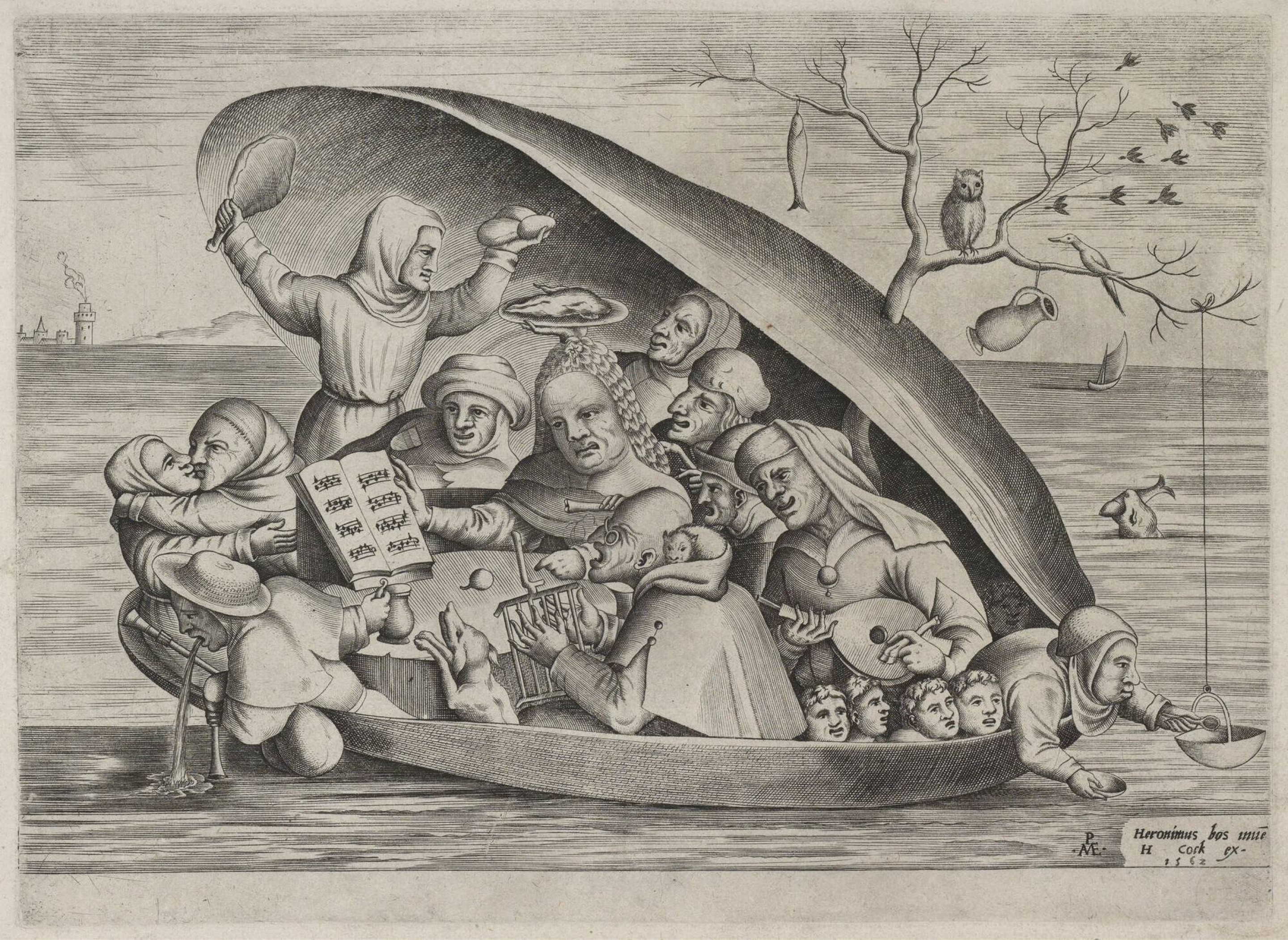
Pretmakers in een mossel op zee (1562)